# Raúl García Pierna
Raúl García Pierna (Tres Cantos, 23 de fevereiro de 2001) é um ciclista espanhol que compete com o Equipo Kern Pharma. É filho do exciclista Félix García Casas e irmão do também ciclista profissional Carlos García Pierna.

## Trajetória
Destacou como amador na Fundação Alberto Contador onde conseguiu importantes triunfos como a etapa rainha da Volta ao Besaya e a Copa da Espanha de Ciclismo Junior. Em 2020 alinhou pela equipa Lizarte proclamando-se campeão da Espanha contrarrelógio em categoria sub-23.
Também tem cosechado triunfos na pista, conseguindo um bronze na prova de eliminação do Campeonato Europeu de Ciclismo em Pista sub-23 celebrado em Fiorenzuola d'Arda (Itália) e duas medalhas no Campeonato da Espanha de Ciclismo em Pista 2020 celebrado no município navarro de Tafalla.
Estreiou como profissional em 2021 com a equipa Kern Pharma, onde milita desde então.
a 24 de junho de 2022 consegue sua primeira vitória como profissional ao se proclamar campeão da Espanha de Contrarrelógio nos campeonatos nacionais celebrados em Cala Millor em Mallorca.

## Palmarés
- 2022
  - Campeonato da Espanha Contrarrelógio

## Resultados

### Grandes Voltas
| Corrida | Corrida         | 2021 | 2022 |
| ------- | --------------- | ---- | ---- |
|         | Giro d'Italia   | —    | —    |
|         | Tour de France  | —    | —    |
|         | Volta a Espanha | —    |      |

### Voltas menores
| Corrida | Corrida             | 2021  | 2022  |
| ------- | ------------------- | ----- | ----- |
|         | Volta à Catalunha   | —     | 74.º  |
|         | Volta ao País Basco | 100.º | —     |
|         | Volta à Romandia    | —     | 101.º |

### Clássicas, Campeonatos e JJ.OO.
| Corrida                   | Corrida                   | 2021 | 2022  |
| ------------------------- | ------------------------- | ---- | ----- |
|                           | Liège-Bastogne-Liège      | —    | 105.º |
| Clássica de San Sebastián | Clássica de San Sebastián | Ab.  | —     |
| Espanha em Estrada        | Espanha em Estrada        | 30.º | 41.º  |
| Espanha Contrarrelógio    | Espanha Contrarrelógio    | 4.º  | 1.º   |

—: Não participa

Ab.: Abandona

F.c.: Fora de controle

X: Não se disputou

## Equipas
- Equipo Kern Pharma (2021-)